# 련진역
련진역(連津驛)은 조선민주주의인민공화국 함경북도 청진시에 위치해있는 철도역이다.

## 역사
- 1965년 6월 10일 : 영업 개시[1]